# 그라비에라
그라비에라(그리스어: Γραβιέρα, 그리스어 발음: [ɣraˈvʝera])는 양젖으로 만드는 그리스의 치즈이다. 크레타, 레스보스, 낙소스, 암필로키아 등 그리스의 여러 지역에서 생산되고 있다. 양젖 치즈이지만 낙소스에서 생산되는 그라비에라는 우유로 만든다.
주로 사가나키로 튀기거나 샐러드와 파스타의 재료로 소비되며 그리스에서는 스위스의 치즈인 그뤼예르의 대체품으로도 사용되고 있다.

## 같이 보기
- 페타
- 카세리
- 케팔로티리
- 그뤼예르